# Тримчева къща
Тримчевата къща (на македонска литературна норма: Тримчева куќа) е възрожденска къща в град Охрид, Северна Македония. Построена в края на XIX век, сградата е рядък пример за запазена възрожденска архитектура в града и е обявена за значимо културно наследство на Северна Македония.

## Архитектура
Къщата е изградена в махалата Месокастро на улица „Нада Филева“ № 26. Състои се от приземие и два етажа с двор отпред. Приземието е каменно, а етажите са паянтова конструкция. Междуетажните и покривната конструкция са дървени, а покритието е с турски керемиди. Етажите са еркерно издадени и профилирани. Фасадата има дървени обшиви на ъглите и около прозорците и завършва с тимпанон. Стрехата е богато профилирана. Във вътрешността са били запазени редица оригинални елементи - изписан декоративен таван от къщата е пренесен в Ураниината къща, а чичеклъци, долапи и сергени са разположени в Ураниината и в Узуновата къща. Къщата е принадлежала на Фроса Тримчева.
На 1 януари 1951 година къщата е обявена за паметник на културата.